# Hettenshausen
Hettenshausen è un comune tedesco di 1 994 abitanti, situato nel land della Baviera.